# Longtown, Herefordshire
Longtown är en ort och civil parish i Storbritannien.   Den ligger i grevskapet Herefordshire och riksdelen England, i den södra delen av landet, 200 km väster om huvudstaden London. Longtown ligger 137 meter över havet och antalet invånare är 2 064.
Terrängen runt Longtown är kuperad västerut, men österut är den platt. Runt Longtown är det ganska tätbefolkat, med 93 invånare per kvadratkilometer. Närmaste större samhälle är Abergavenny, 14,5 km söder om Longtown. Trakten runt Longtown består i huvudsak av gräsmarker.